# Монктон, Гилберт, 2-й виконт Монктон из Бренчли
Генерал-майор Гилберт Уолтер Риверсдейл Монктон, 2-й виконт Монктон из Бренчли (англ. Gilbert Walter Riversdale Monckton, 2nd Viscount Monckton of Brenchley; 3 ноября 1915 — 22 июня 2006) — британский военачальник и пэр.

## Ранний период жизни
Родился 3 ноября 1915 года. Единственный сын Уолтера Монктона, 1-го виконта Монктона из Бренчли (1891—1965), получившего титул виконта в 1957 году, и Мэри Аделаиды Сомес Кольер-Фергюссон (1892—1964). Он родился в поместье Игтем-Моут, принадлежащем его деду по материнской линии, сэру Томасу Кольер-Фергюссону. Сестра Монктона, Валери Гулдинг, основала Ирландскую центральную лечебную клинику и стала членом Сената Ирландии.

## Образование и Вторая мировая война
Гилберт Монктон получил образование в колледже The New Beacon в Харроу, а затем изучал сельское хозяйство в Тринити-колледже в Кембридже, который окончил в 1939 году. В Кембриджском университете он принял католичество.
После Кембриджа Гилберт Монктон сразу же вступил в армию, будучи зачисленным в 5-й Королевский Иннискиллингский драгунский гвардейский полк, который был частью Британских экспедиционных сил во Франции. Он командовал отрядом на реке Дайл в Бельгии, столкнувшись с наступлением немецкого блицкрига, и получил Военный крест за свои действия 18 мая 1940 года при отступлении к реке Дандр. Он был эвакуирован из Дюнкерка со своим полком в 1940 году и поступил в штабной колледж в Кемберли в 1941 году, служил бригадным майором с 1942 по 1943 год. Затем он поступил в Командно-штабную школу в США, прежде чем присоединиться к 3-му (Королевскому) гусарскому полку в Палестине в 1944 году, перебравшись с ним в Италию в 1944 году. Затем он вернулся в свой собственный полк в Германии. В 1949 году он поступил в штабной колледж Королевских ВВС, а затем служил вторым офицером в 7-й бронетанковой дивизии.
Гилберт Монктон был назначен Рыцарем Мальтийского ордена и был повышен до бальи-кавалера Большого Креста Мальтийского ордена. Он был активным сторонником и долгосрочным членом Константиновского Ордена Святого Георгия, в котором он имел звание бейли Большого Креста, и был кавалером Большого Креста Ордена Франциска I.

## Корейская война
Он вернулся в свой полк, чтобы командовать эскадроном «A» в Корейской войне с 1951 по 1952 год, и стал вторым в команде. Он был повышен до подполковника и служил в Военном министерстве, и был награжден Орденом Британской империи в 1956 году. Затем он командовал 12-м Королевским уланским полком в Германии в течение двух лет, а затем был повышен до бригадного генерала в 1961 году и занял должность заместителя директора по кадровому администрированию в Военном министерстве.
В 1963 году он был повышен до генерал-майора и стал армейским директором по связям с общественностью, занимаясь пресс-контролем поведения солдат в Германии после бесполезных комментариев министра по вопросам войны Джона Профьюмо. В 1965 году он стал начальником штаба в штабе британской армии Рейна. В 1965 году он был назначен командующим бельгийского ордена Короны (Леопольд III Бельгийский был полковником его полка), а в 1966 году — кавалером ордена Бани. В 1967 году он уволился из армии, но с 1967 по 1973 год был полковником 9-го/12-го Королевского улана.

## Пенсионные годы
Выйдя на пенсию, он управлял своей фермой площадью 350 акров (1,4 км2) недалеко от Мейдстона, Кент. Он входил в совет директоров Anglo-Portuguese Bank, Burberrys и Ransomes. Он регулярно посещал Палату лордов, став виконтом в 1965 году, выступая по вопросам сельских дел и вооруженных сил. Первоначально консерватор, он ушел с поста кнута, чтобы стать членом парламента. Он был заместителем лейтенанта Кента с 1970 года, а его жена была главным шерифом Кента в 1981—1982 годах. Он интересовался археологией и проявлял активный интерес к геральдике, будучи президентом Института геральдических и генеалогических исследований в течение 35 лет (1965—2000). Он стал гран-офицером Бельгийского ордена Леопольда II в 1978 году. Он потерял право заседать и голосовать в Палате лордов в 1999 году .
Гилберт Монктон скончался 22 июня 2006 года в возрасте 90 лет.

## Семья и дети
30 декабря 1950 года Гилберт Монктон женился на Марианне Летиции Бауэр (1929 — 5 июля 2022), дочери коммандера Роберта Таттона Бауэра и достопочтенной Генриетты Мэй Кариббии Стрикленд. Позже она стала дамой Мальтийского ордена, президентом скорой помощи Святого Иоанна в Кенте, покровительницей хосписа «Сердце Кента» и главным шерифом Кента (1981—1982).
У супругов было пятеро детей:
- Кристофер Монктон, 3-й виконт Монктон из Бренчли (род. 14 февраля 1952) журналист, политик и создатель головоломки «Вечность»
- Розамонд Мэри Монктон, баронесса Монктон из Даллингтон-Форест (род. 26 октября 1953), в 1991 году она вышла замуж за журналиста Доминика Лоусона, который написал, что «на моего тестя наложили вето как на генерал-губернатора Новой Зеландии именно потому, что он был обращенным католиком»[3] . Она была возведена в звание пэра в 2024 году.
- Достопочтенный Тимоти Дэвид Роберт Монктон (род. 15 августа 1955)
- Достопочтенный Джонатан Риверсдейл Сент-Квинтин Монктон (род. 15 августа 1955)
- Достопочтенный Энтони Леопольд Колер Монктон (род. 25 сентября 1960).